# 우루과이 요리

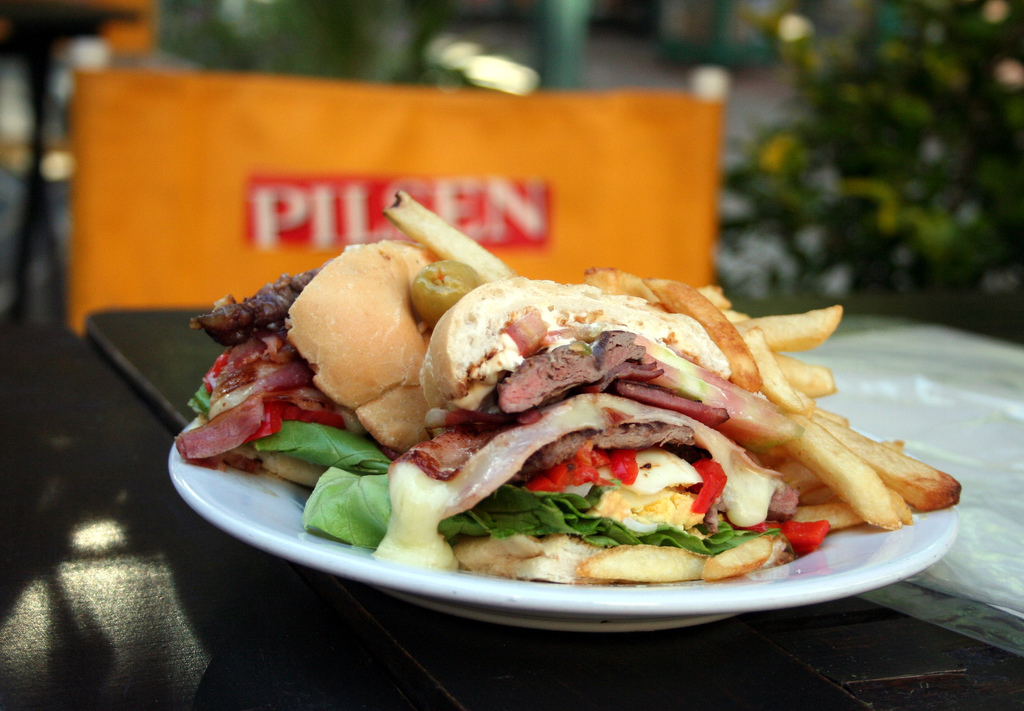
치비토

우루과이 요리(Uruguay 料理, 스페인어: cocina uruguaya 코시나 우루과야[*])는 남아메리카에 있는 우루과이의 요리이다. 유럽의 요리에 뿌리를 두고 있는 요리로서 대개 그 풍미는 스페인, 이탈리아에 기반한다. 파스타나 소시지, 후식이 상당히 많은 요리이다.
우루과이식 바비큐인 아사도는 스페인어권 국가에서 상당히 많이 발견되는데 세계적으로도 우루과이의 국적에 상관없이 유명세가 높은 요리이며 우루과이에 방문만 외국인에게는 필수 요리 코스이다.
둘세 데 레체로 불리는 우루과이식 요리로서 쿠키나 과자, 펜케이크 등에 곁들여 먹지만 우루과이 전체 국민의 비만 요인 중 하나로 꼽히고 있기도 하다. 과일을 곁들어 먹는 경우도 많다.
우루과이의 국민 음료수는 그라파미엘(Grappamiel)이라고 하는 것이 있는데 시골 지방에서 많이 먹는다. 꿀과 알코올을 곁들어 먹는 것인데 가을이나 겨울 아침에 먹으면서 몸을 따뜻하게 하기 위해 마신다.
부에나풀을 빻거나 말린 잎을 가져다 맞는 음료도 있는데 따뜻하게 우려서 허브를 끓여 마시기도 한다.

## 같이 보기
- 남아메리카 요리
- 라틴 아메리카 요리